# 신국환 (1939년)
신국환(辛國煥, 1939년 9월 2일 ~ 2020년 12월 9일)은 육군 대위 예편한 대한민국의 정치인이다. 제17대 국회의원이다.
본관은 영월(寧越)이고 경상북도 예천 출생이며 호(號)는 윤서(潤瑞)이다. 서울대 법대에서 학사 학위 취득한 후 육군 장교 임관하였으며, 1970년 대한민국 육군 대위로 예편하였다.

## 학력
- 1952년 예천서부국민학교 졸업
- 1955년 예천중학교 졸업
- 1958년 경북고등학교 졸업
- 1963년 서울대학교 법과대학 LL.B.
- 1984년 국방대학원 행정학 석사

### 명예 박사 학위
- 2003년 한국산업기술대학교 명예 경제학 박사

## 경력
- 제4회 행정고등고시 합격
- 제8대 공업진흥청장
- 산업자원부 제1차관 보좌관
- 산업자원부 기획관리실 실장
- 산업자원부 제2차관 보좌관
- 제4·6대 산업자원부 장관
- 자유민주연합 창당준비위원회 위원
- 자유민주연합 사무부총장
- 국민중심당 공동대표
- 중도개혁통합신당 통합추진특별위원회 위원장

## 역대 선거 결과
|  | 16.92% |

|  | 45.2% |

|  | 46.39% |

|  | 50.47% |